# Hip, hip, urrà! (Krøyer)
Hip, hip, urrà! (Hip, hip, hurra! Kunstnerfest på Skagen) è un dipinto ad olio del 1888 del pittore danese Peder Severin Krøyer.

## Storia
Hip, hip, urrà! venne iniziato nel 1884, dopo che Krøyer aveva partecipato a una festa nella casa di campagna di Michael Ancher. Il giorno seguente, Krøyer tornò nell'abitazione dell'amico munito di cavalletto e colori nell'intento di iniziare l'opera in totale libertà, ma fu mal accolto da Ancher, che si dimostrò anzi infastidito dalla presenza di Krøyer (in quel periodo, Ancher si era trasferito in una zona di campagna per sfuggire alla frenesia della vita urbana). Dopo aver avuto il loro primo litigio ed essersi rappacificati poco dopo, Krøyer ebbe la possibilità di accedere nel giardino della casa in poche circostanze, e si servì invece dell'area all'aperto di un'altra abitazione di Ancher e di alcune fotografie per realizzare il dipinto. Le circostanze permisero al pittore danese di terminare l'opera in quattro anni.
Il collezionista d'arte svedese Pontus Fürstenberg acquistò Hip, hip, urrà! senza averlo visto (o quantomeno prima che fosse completato). Nel 1888 fu esposto nel palazzo di Charlottenborg. In seguito, Fürstenberg donò Hip, hip, urrà! al Museo d'arte di Göteborg, dove è tuttora conservato. Nel Museo di Skagen è invece conservato un piccolo schizzo dell'opera risalente al 1888.
Durante il mese di agosto del 2012, in concomitanza con le Olimpiadi e in occasione del festival Imagination di St Katharine Docks (Londra), i visitatori e lo staff di VisitDenmark ricrearono il dipinto a grandezza naturale usando dei mattoncini LEGO.

## Descrizione

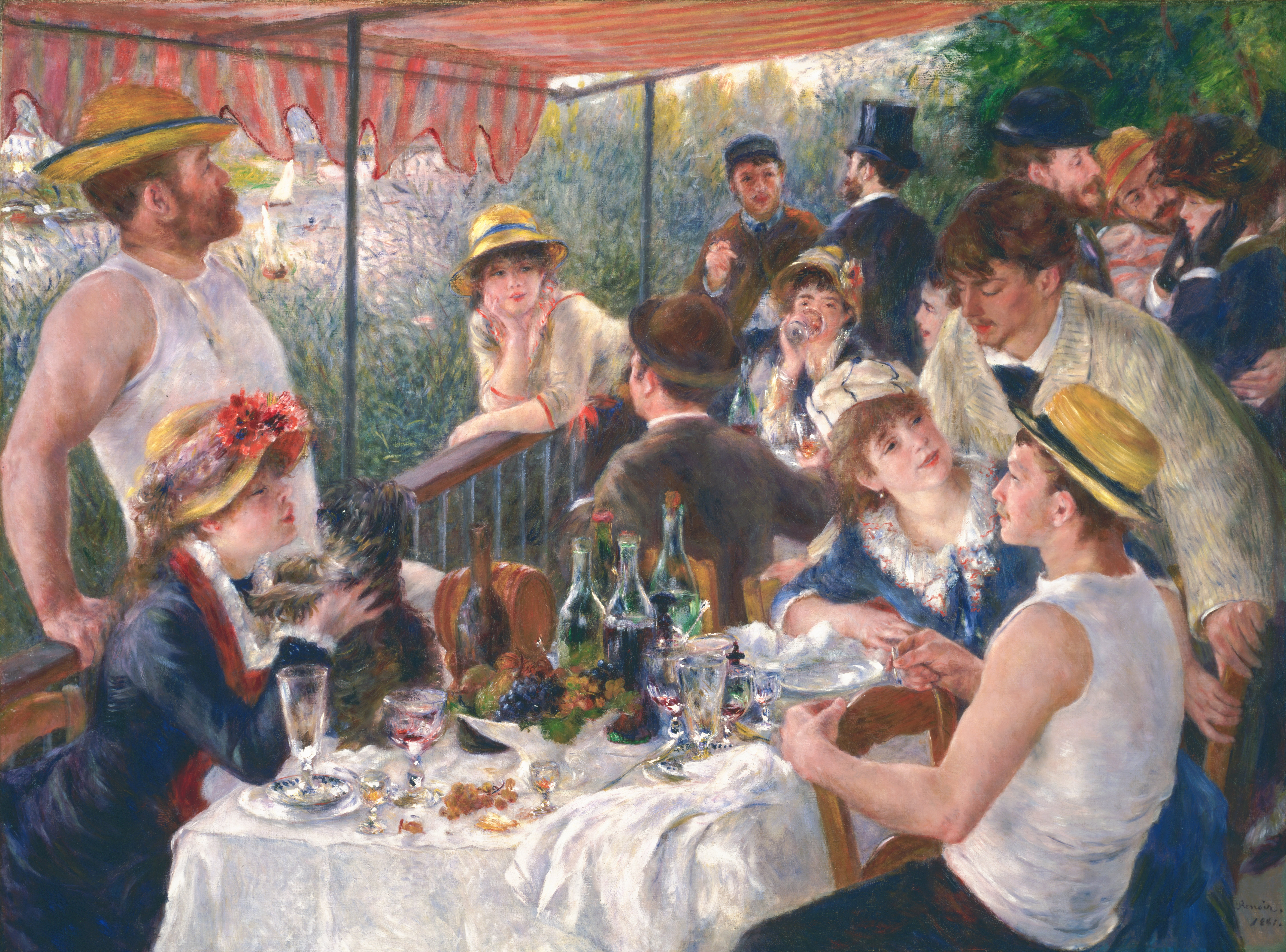
La colazione dei canottieri (1880-1881) di Renoir

Hip, hip, urrà! è in gran parte basata sulle fotografie che il tedesco Fritz Stoltenberg scattò durante la festa a casa di Michael Ancher, e mostra diversi membri dei pittori di Skagen: una comunità di artisti scandinavi che risiedeva nell'omonima località danese nella punta settentrionale dello Jutland, e attiva durante gli ultimi due decenni dell'Ottocento. Nell'opera, da sinistra a destra, vi sono: Martha Møller Johansen e suo marito, Viggo Johansen, Christian Krohg, Krøyer, Degn Brøndum (il fratello di Anna Ancher), Michael Ancher, Oscar Björck, Thorvald Niss, Helene Christensen (la compagna sentimentale di Krøyer), Anna, ed Helga Ancher. Quest'ultima non aveva ancora compiuto nemmeno un anno di età nel 1884, anno in cui si tenne la festa nell'abitazione di Ancher. Tuttavia, essa appare più grande perché venne aggiunta quando mancava poco al termine dell'opera. Ciò è confermato da una foto dell'epoca ritraente il quadro incompleto, e ove Helga non è presente.
L'opera rispecchia molto lo stile degli artisti di Skagen, che si ispirarono agli impressionisti e naturalisti francesi, e presenta degli intensi giochi di luce (non a caso, l'opera rievoca la celebre Colazione dei canottieri di  Renoir). Inoltre, la tela si rifà alla tradizione freundschaftbild di artisti dell'età dell'oro danese come Ditlev Blunck e Wilhelm Bendz, che erano soliti rappresentare i membri di comunità artistiche che si radunano. L'opera segna un avvicinamento dello stile di Krøyer a quello degli artisti di Skagen, come già confermava il precedente Pranzo degli artisti a Skagen (Ved frokosten), realizzato precedentemente dall'artista e ove compaiono molti dei personaggi presenti anche in Hip, hip, urrà!. Lo stesso percorso stilistico è approfondito in dipinti successivi come Sera d'estate sulla spiaggia di Skagen. L'artista e sua moglie (Sommerraften ved Skagens strand) e Rose (Roser).